# فتاة الطبال الصغير
فيلم فتاة الطبال الصغيرة هو فيلم تجسس أمريكي لعام 1984 من إخراج جورج روي هيل، وقد تم تأليفه من رواية 1983 التي تحمل نفس الاسم لجون لو كاري. قام ببطولتها ديان كيتون ويورجو فوياجيس وكلاوس كينسكي وتورلي والترز. تلقى الفيلم مراجعات مقسمة بين النقاد.

## الأرض
وتأتي هذه المؤامرة في اوروبا والشرق الأوسط بعد محاولة الموساد السرية لطرد منفذ العملية الذي يدعى خليل. لتحييد خليل، يختطفون أولاً (ويقتلون لاحقاً) شقيقه الذي يقوم بجولة محاضرات، ويتحدث إلى الجمهور في قناع تزلج عن المعاناة والخسائر العميقة لفلسطين تحت الاحتلال العسكري.
تشارلي، الممثلة الأمريكية المناهضة للصهيونية التي تعمل في لندن، تم إغرائها لليونان بذريعة إطلاق نبيذ تجاري. هناك تلتقي ويغويها جوزيف، الذي يخدعها للاعتقاد بأنه الرجل الملثم الذي قابلته في المملكة المتحدة. تم اختطافها ونقلها إلى منزل جواسيس الموساد الإسرائيليين (الذين أقاموا الحفلة التجارية المزيفة) لتجنيدهم في نهاية المطاف وإقناعهم بأنهم أيضًا يريدون السلام ووضع حد للقتل. يثبت تشارلي الذي يتم مراقبته والتلاعب به في كل خطوة، أنه ذكي وقادر على التصرف بشكل جيد في المناورات التي تطور رواية الموساد لها. تصل تشارلي إلى مقر للمقاومة في مدينة فلسطينية مدمرة، حيث القائد، تايه، غير متأكد منها ولكنه يرسلها إلى معسكر تدريب حرب العصابات الصحراوية.
يوضح تايه أنهم ليسوا معاداة للسامية، لكن معادون للصهيونية، ويصلون بها إلى المهمة التالية. الآن عميل مزدوج من نوع ما، تحت غطاء الموساد الإسرائيلي الذي ينتحل شخصية صديقته الميتة، تتواصل مع رجل تتخيله وهو خليل، استنادًا إلى حقيبة متفجرة يستعدون لها تحمل توقيعه بالقنبلة - لفائف ملفوفة خصيصًا من الأسلاك. بينما يسلّم تشارلي حقيبة الملفات إلى هدف الذي يسنهدفه، قام البروفيسور مينكل، الموساد، الذي كان يراقب الوضع، بحمل الحقيبة التي قام رجل برفعها في عبوة ناسفة. تعود تشارلي إلى خليل، وهم يذهبون بعد انفجار المبنى الكبير الذي تعرفه، وهو حدث علم زائف لم يصب أحدًا، على الرغم من أن الأخبار المسائية تفيد بأن الضحايا يخدعون خليل. ومع ذلك، لا يتم نزع سلاحه بسهولة، كما أنه يفشل في النوم كما هو مخطط له. انه ينمو المشبوهة من الهدوء الشديد حول ملجأ بلدهم. يزيل خليل البطاريات من راديو تشارلي المحمول الذي يحتوي على متتبع وزر سري للإشارة عندما ينام. تم تنبيه جوزيف وآخرين من فريق الموساد لقتل خليل، حيث يقوم عملاء الموساد بقتل عملاء تجنيد آخرين من منظمة التحرير الفلسطينية. جميع المقاتلين الفلسطينيين يتم تدميرهم واجتاحتهم النيران من القاذفات النفاثة.
في مستشفى إسرائيلي، شارلي لم تصب بأذى جسدي ولكنها دمرت عاطفيا، وتشعر بالخيانة لأنها أرادت فقط مساعدة الفلسطينيين وإنهاء القتل. في النهاية، استغلها الموساد الإسرائيلي لذبح كل فلسطيني قابلته. في نهاية المطاف، عادت إلى التمثيل في المملكة المتحدة، لكنها مكسورة للغاية، وهي تخرج عن المسرح. جوزيف موجود ويخبر تشارلي باسمه الحقيقي، ويكرر أنه قد انتهى من القتل ولا يعرف ما هو الصواب والخط.

## روابط خارجية
- فتاة الطبال الصغير على موقع IMDb (الإنجليزية)
- فتاة الطبال الصغير على موقع الموسوعة البريطانية (الإنجليزية)
- فتاة الطبال الصغير على موقع روتن توميتوز (الإنجليزية)
- فتاة الطبال الصغير على موقع ألو سيني (الفرنسية)
- فتاة الطبال الصغير على موقع Turner Classic Movies (الإنجليزية)
- فتاة الطبال الصغير على موقع أول موفي (الإنجليزية)
- فتاة الطبال الصغير على موقع بوكس أوفيس موجو (الإنجليزية)
- فتاة الطبال الصغير على موقع فيلمافينيتي (الإسبانية)
- فتاة الطبال الصغير على موقع قاعدة بيانات الأفلام السويدية (السويدية)
- فتاة الطبال الصغير على موقع قاعدة بيانات الفيلم (الإنجليزية)